# 熊本市立城北小学校
熊本市立城北小学校（くまもとしりつ じょうほくしょうがっこう）は、熊本県熊本市北区清水新地一丁目にある公立小学校。

## 沿革
- 1963年（昭和38年）
  - 4月1日 - 熊本市立清水小学校より分離し、開校。
  - 10月15日 - 国旗掲揚台完成。校旗制定。
  - 12月20日 - 第2期工事完成（第1校舎、第2校舎、給食室）。
- 1964年（昭和39年）
  - 3月15日 - 校歌制定。
  - 3月29日 - 第1回卒業式挙行。
  - 8月21日 - プール完成（25mコース）。
- 1965年（昭和40年）3月20日 - 第3期工事完成（普通教室5、理科室1、西便所）。
- 1966年（昭和41年）
  - 4月1日 - 愛育学園内碩台小分校教室を本校新地分校として移管し、城北小学校新地分校と改称。
  - 11月30日 - 第4期工事完成（普通教室4、音楽室1、図書室1）。
- 1968年（昭和43年）
  - 4月9日 - 第5期工事完成（普通教室4、管理室5、東便所）。
  - 6月6日 - 本館と第1校舎間に西側渡り廊下完成。
  - 9月25日 - 創立5周年記念式典挙行。
- 1970年（昭和45年）
  - 3月30日 - 第6期工事完成（第3校舎、鉄筋3楷建、普通教室6）。
  - 8月10日 - 本館と第3校舎間の渡り廊下完成。　
  - 9月7日 - 給食室を増築し、全教室にストーブ取り付け。
- 1971年（昭和46年）
  - 3月30日 - 第7期工事完成（第4校舎、鉄筋2階建、普通教室4）。
  - 8月15日 - 全教室に照明施設取り付け。
  - 9月1日 - 第4校舎への渡り廊下完成。
- 1972年（昭和47年）
  - 3月7日 - 第8期工事完成（第3校舎、東側鉄筋1階普通教室1、第4校舎、鉄筋3階増築普通教室）。
- 1973年（昭和48年）
  - 日付不明 - 熊本市立養護学校新設のため新地分校廃止。[要出典]
  - 4月19日 - 第9期工事4月完成（普通教室2、家庭科室、理科室、音楽室、準備室、土間）。
  - 11月14日 - 創立10周年記念と体育館落成の両式典挙行。
- 1974年（昭和49年）
  - 日付不明 - 熊本市立養護学校廃校のため新地分校再設置。[要出典]
  - 5月17日 - 校庭開放事業児童会として、城北小「すみれ児童会」開級式。
- 1976年（昭和51年）4月1日 - 熊本市立麻生田小学校の創立に伴い、16学級を麻生田小学校へ分離。
- 1977年（昭和52年）8月17日 - 体育館への渡り廊下完成。
- 1982年（昭和57年）
  - 日付不明 - 新地分校を本校内に併設。[要出典]
  - 4月1日 - 飽託郡北部東小学校開設に伴い、北部町飛田地区から通う児童を北部東小へ転出。
- 1984年（昭和59年）11月12日 - 新校舎落成と創立20周年記念の両式典挙行。
- 1988年（昭和63年） - 新地分校廃止。[要出典]
- 1989年（平成元年）3月24日 - 児童育成クラブ「すみれ児童会」施設完工。
- 1993年（平成5年）11月6日 - 創立30周年記念式典挙行。
- 2001年（平成13年）6月1日 - 学校評議員制始める。
- 2007年（平成19年） - 第4校舎・第5校舎の耐震補強工事終了。
- 2008年（平成20年）- 運動場整備工事終了。
- 2009年（平成21年） - 砂場改修工事、東校舎外壁塗装工事、プール漏水工事、図書室空調設置工事、給食室天井扇修理幸事体育館屋根塗装工事　職員室前舗装工事。焼却炉撤去。
- 2010年（平成22年） - 通級教室にエアコンとパソコン設置、デジタルテレビアンテナ設置。プール底修理。
- 2013年（平成25年） - 体育館と東校舎耐震補強工事、プール機械取り替え、体育館屋外時計設置、体育館暗幕取り替え。
- 2014年（平成26年） - 音楽室と特別支援教室にエアコン設置。
- 2016年（平成28年）4月14日 - 21時26分頃に発生した熊本地震により、学校が避難所となり、4月15日から5月9日まで休校となった。
- 2017年（平成29年） - 理科室と普通教室にエアコン設置。夜間照明の改修工事、体育館と校舎の災害復旧工事。

### この節の出典
- 熊本市立城北小学校沿革（学校ホームページ7）

## 校訓
協力・活力・情感・善行

## クラブ活動

### 運動部
- サッカー部
- バレーボール部 2015年全国大会出場
- 野球部
- 女子バスケットボール部
- 男子バスケットボール部
- 水泳部

### 文化部
- 吹奏楽部
- 合唱部

## 委員会
- 企画委員会
- 図書委員会
- 放送委員会
- 環境委員会（緑化委員会は廃止され環境委員会に統合）
- 生活委員会
- 音楽委員会
- 給食委員会
- 体育委員会
- 掲示委員会
- 保健委員会

## 周辺
熊本市北郊の住宅街。
- 社会福祉法人愛育学園（特別支援学校） - 敷地が隣接
- 熊本県道49号熊本大津線
- 熊本市立清水中学校
- 社会福祉法人清水会きらら保育園
- 認定こども園城北幼稚園
- アカデミー学園幼稚園
- 陸上自衛隊北熊本駐屯地

## アクセス
- 熊本電気鉄道菊池線堀川駅から、徒歩約1.1km・約16分（直線距離では東へ400mと近いが、道路の関係で遠回りとなる）。
- 熊電バス「城北校前」バス停下車後、徒歩約615m・約10分（直線距離では南へ約200mと近いが、道路の関係で遠回りとなる）。